# Sergei Michailowitsch Trufanow

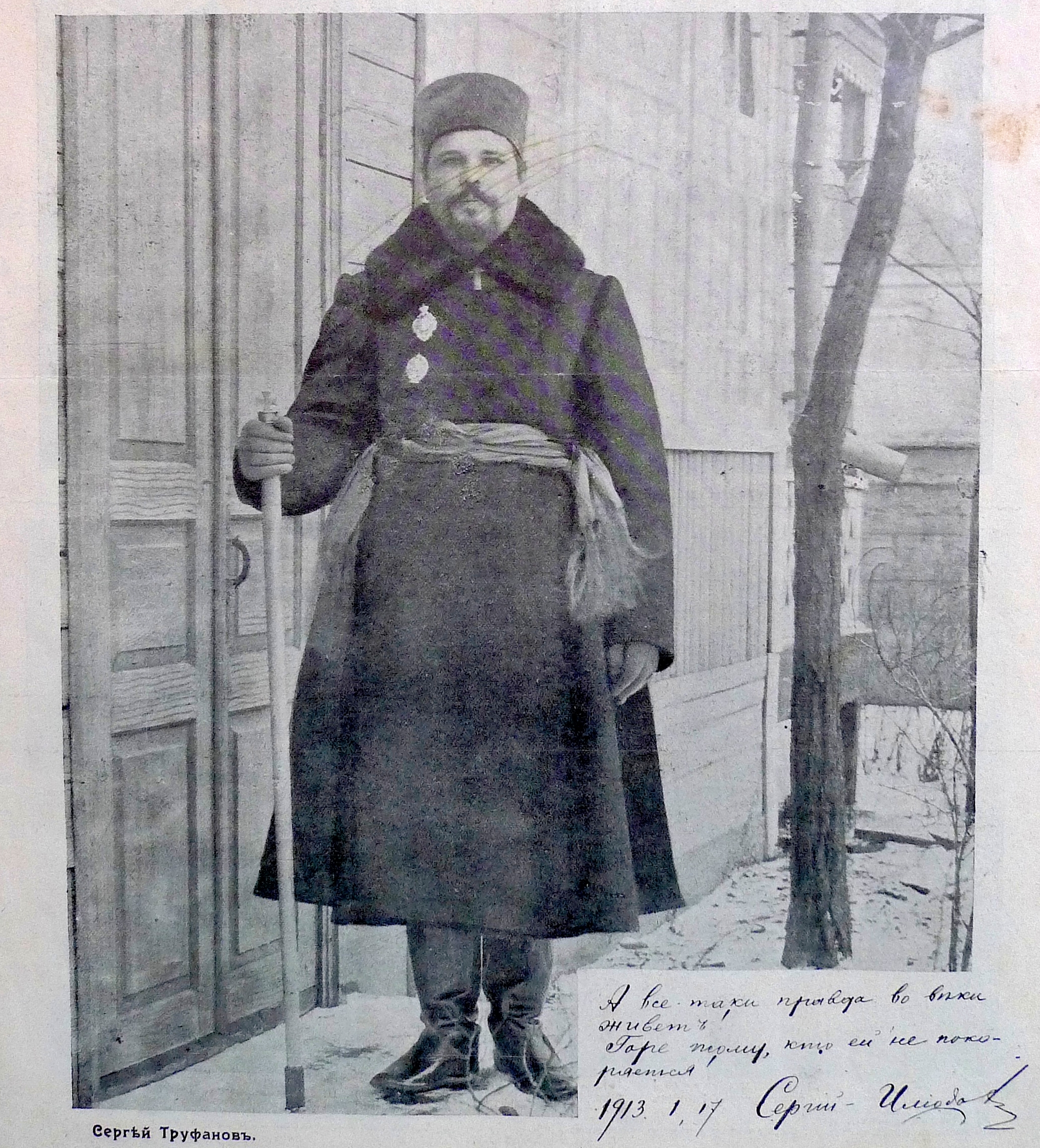
Sergei Trufanow im Donskoi-Kloster

Sergei Michailowitsch Trufanow (russisch Серге́й Миха́йлович Труфа́нов, Ordensname Iliodor; * 7. Oktoberjul. / 19. Oktober 1880greg. in Mariinskaja, Donkosaken-Provinz, Russisches Kaiserreich; † 28. Januar 1952 in New York City, Vereinigte Staaten) war ein russisch-orthodoxer Mönch, Prediger, Autor und Filmschauspieler. Bekannt wurde er durch seine Autobiografie unter dem Titel Der verrückte Mönch, in der Berichte über Rasputin eine breite Stelle einnehmen.

## Leben

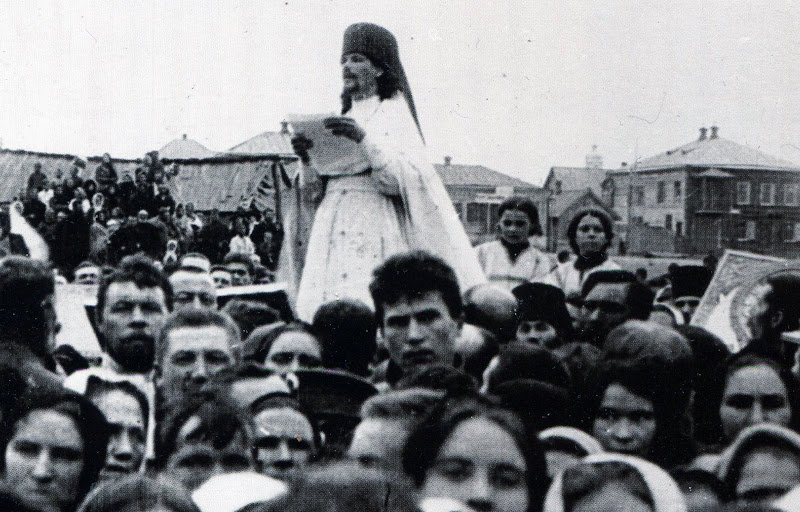
Iliodor verliest ein Dankestelegramm des Volkes an den Kaiser, 1910

Sergei Trufanow wurde in der Staniza Mariinskaja am Ufer des Don als Sohn eines Diakons geboren. Er war eines von dreizehn Kindern, von denen nach seiner Aussage fünf im Kindesalter verhungerten. Als Zehnjähriger besuchte er die Schule in Nowotscherkassk. Als 15-Jähriger trat er in ein theologisches Seminar ein, das er nach fünf Jahren abschloss. 1901 nahm er ein Studium an der Geistlichen Akademie in Sankt Petersburg auf, wo er den späteren Bischof Theophan sowie Rasputin kennenlernte.
1903 wurde er Priestermönch unter dem Ordensnamen Iliodor und erhielt eine Stelle als Dozent am Seminar in Jaroslawl. Nach einem Konflikt mit dem dortigen Rektor, einem Gegner der nationalistischen Schwarzhunderter, wurde er ins Seminar in Nowgorod versetzt und kehrte nach einigen Monaten in die Hauptstadt zurück. Er erhielt Zugang zum Zarenpalast, wo er seine Zuhörerschaft mit einer Predigt über die Notwendigkeit einer vom Zar auszuführenden Landreform schockierte. Zu diesem Zeitpunkt wurde er von Zar Nikolaus II. und von Rasputin verteidigt, zog sich jedoch nach Potschajiw in Wolhynien ins Heilige Himmelfahrtskloster zurück, wo er sich schriftlich gegen Revolutionäre und Juden aussprach. Nach seinen verbalen Angriffen gegen Ministerpräsident Stolypin, Industrielle und Lokalpolitiker untersagte ihm der Heilige Synod das Predigen. Bischof Hermogen ernannte ihn jedoch zum Abt und entsandte ihn nach Zarizyn, wo Iliodor das Heilig-Geist-Kloster errichtete. Bei einem Streit im Herbst 1911 um die Ernennung eines Bischofskandidaten präsentierte Iliodor einem Vertrauten des Zaren Briefe Rasputins, die er 1909 bei einem Besuch in dessen Haus in seinem Heimatdorf Pokrowskoje entnommen hatte und die den Verfasser in ein ungünstiges Licht stellen sollten. Daraufhin wurde er von der Zarin Alexandra zusammen mit Hermogen und Bischof Theophan verbannt.
In fanatischen Predigten warnte Iliodor vor dem nahenden Weltende und dem kommenden Zeitalter des Antichrist. Er unterstützte lauthals den rechtsextremen Bund des russischen Volkes, befürwortete die Wiedereinführung der Todesstrafe, wollte Ausländer aus Russland verbannen und beschrieb das Land als „in jüdischen Ketten gefesselt“. Er wurde von einem Biographen als Protofaschist bezeichnet, Lenin hingegen beschrieb ihn als den Ausdruck einer Neuheit in Russland: „Dunkle, bäuerliche Demokratie der rohesten, jedoch tiefsten Art“.

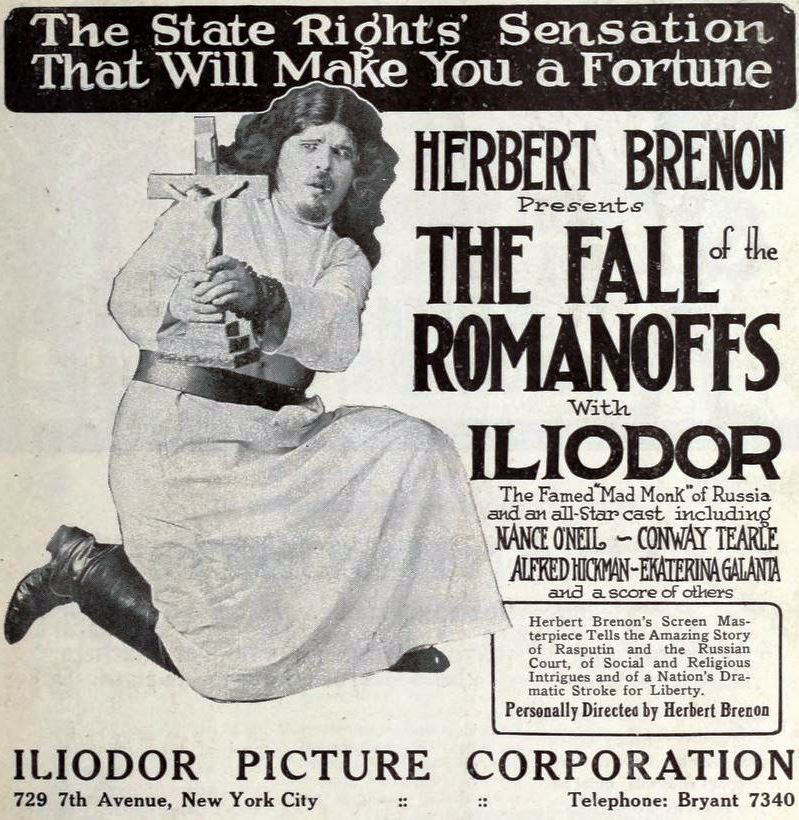
Werbung für den Film The Fall of the Romanoffs

1912 trat Iliodor aus der russisch-orthodoxen Kirche aus und wurde aus dem Priesteramt verstoßen. Nach einem erfolglosen Versuch, im Frühling 1916 zusammen mit dem Politiker Chwostow Rasputin zu ermorden, fuhr er nach New York, wo er im verschollenen Stummfilm The Fall of the Romanoffs sich selbst spielte. 1918 kehrte er nach Russland, inzwischen Sowjetrussland zurück, bot Lenin seine Dienste an und lebte einige Jahre in Zarizyn (heute Wolgograd).
1922 nahm er seine Frau und seine drei Kinder mit nach New York, wo er Baptist wurde und als Hauswart im Metropolitan Life Tower arbeitete. Er starb am 28. Januar 1952 an Herzversagen in Manhattan.
Seine Autobiografie beginnt mit den Worten:

„Mein Leben begann in einer armen Bauernhütte, erblühte in königlichen Palästen und sank schließlich auf die Ebene des Exils und der ängstlichen Sorge in einem fremden Land.“

## Publikationen
- Mad Monk of Russia, Iliodor: Memoirs and Confessions of Sergei Michailovich Trufanoff, Iliodor Century Co., New York 1918.